# Guiamerà
Guiamerà, o Guimerà, és una possessió del terme de Llucmajor, Mallorca. Està situada a la Marina.
El topònim «Guiamerà» o «Guimerà» prové del nom d'una persona, se sap que en el segle xiv hi havia un Rafal d'en Guimerà en la zona on hi ha actualment la possessió de Guiamerà.
Està situada entre Solleric, Vallgornera, Purgatori i Son Pocos. Procedeix d'una segregació de l'alqueria Solleric. Es troba documentada el segle xiv com a Rafal de Guiamerà. Els segles xiv i xv, fou de la família Pastor. Els segles XV i XVI fou de la família Sureda i el 1476 pertanyia al senyor Miquel Sureda, cavaller. El segle xvii se'n separà la possessió de Guiameranet. Els segles xvii i XIX pertanyia a la família llucmajorera dels Salvà de Guiamerà. Té cases, molí de sang i una torre de defensa quadrada, bastida el segle xvii. Es dedicava a figuerals, conreu de cereals i lleguminoses. Hi havia extensos carritxars. Tenia guardes d'ovelles, porcs i aviram. El 1777 pertanyia a Julià Salvà i tenia 100 quarterades.

## Construccions
Les cases de la possessió integren una sèrie de bucs disposats en bloc: l'habitatge humà, la torre de defensa i algunes dependències agrícola-ramaderes (pallissa, estables i portassa). Aïlladament hom hi troba la resta d'instal·lacions agropecuàries típiques: el forn, unes altres estables i portassa dins un mateix bloc, una cisterna adossada als estables, una barraca, els sestadors, les solls i dos assecadors de fruits. L'habitatge té una crugia i dues altures: planta baixa i primer pis.

### Torre de defensa
La torre de defensa, documentada el 1633, és de planta quadrangular i està adossada a les casses. Té tres altures (la darrera és actualment el terrat). Té el parament paredat en verd llevat de les faixes, en cadena d'angle; i les estructures dels buits, de carreus de marès; les parets estan referides a tres dels murs. A l'interior la planta baixa té coberta de volta de canó; la planta pis té la coberta de volta d'aresta; i l'exterior, coberta plana. La comunicació entre plantes es feia per una escala de caragol (planta baixa-planta pis) i per escala de fusta; planta pis-terrat, s'hi passa per un forat obert a la volta de la planta pis. Ha estat, al llarg del temps, objecte de greus transformacions que han degradat el seu aspecte original.